# Copa del Rei de futbol 1925
La Copa del Rei de futbol 1925 va ser la 23ena edició de la Copa d'Espanya.

## Detalls
La competició des disputà entre l'1 de març i el 10 de maig de 1925.
Equips classificats:
- Biscaia: Arenas Club
- Guipúscoa: Reial Societat
- Regió Centre: Athletic Madrid
- Regió Sud: Sevilla FC
- Galícia: Celta de Vigo
- Astúries: Stadium Ovetense
- Cantàbria: Racing de Santander
- Catalunya: FC Barcelona
- Aragó: Stadium de Zaragoza
- País Valencià: València CF
- Castella i Lleó: CD Español
- Múrcia: Real Murcia (la seva inscripció no fou acceptada)

## Fase de grups
Els campions avancen a semifinals.

### Grup I
| Equip               | PJ | G | E | P | GF | GC | DG  | Pts |
| ------------------- | -- | - | - | - | -- | -- | --- | --- |
| FC Barcelona        | 4  | 3 | 1 | 0 | 21 | 5  | +16 | 7   |
| València CF         | 4  | 2 | 1 | 1 | 13 | 8  | +5  | 5   |
| Stadium de Zaragoza | 4  | 0 | 0 | 4 | 1  | 22 | -21 | 0   |

| FC Barcelona | 7-3 | València CF |
| ------------ | --- | ----------- |
|              |     |             |

 Les Corts, Barcelona
| València CF | 8-0 | Stadium de Zaragoza |
| ----------- | --- | ------------------- |
|             |     |                     |

 Mestalla, València
| Stadium de Zaragoza | 1-5 | FC Barcelona |
| ------------------- | --- | ------------ |
|                     |     |              |

 Campo del Arrabal, Saragossa
| València CF | 1-1 | FC Barcelona |
| ----------- | --- | ------------ |
|             |     |              |

 Mestalla, València
| Stadium de Zaragoza | 0-1 | València CF |
| ------------------- | --- | ----------- |
|                     |     |             |

 Campo del Arrabal, Saragossa
| FC Barcelona | 8-0 | Stadium de Zaragoza |
| ------------ | --- | ------------------- |
|              |     |                     |

 Les Corts, Barcelona

### Grup II
| Equip           | PJ | G | E | P | GF | GC | DG | Pts |
| --------------- | -- | - | - | - | -- | -- | -- | --- |
| Athletic Madrid | 2  | 1 | 0 | 1 | 3  | 2  | +1 | 2   |
| Sevilla FC      | 2  | 1 | 0 | 1 | 2  | 3  | -1 | 2   |

| Athletic Madrid | 3-1 | Sevilla FC |
| --------------- | --- | ---------- |
|                 |     |            |

 Metropolitano, Madrid
| Sevilla FC | 1-0 | Athletic Madrid |
| ---------- | --- | --------------- |
|            |     |                 |

 Reina Victoria, Sevilla
- Desempat:

| Athletic Madrid | 3-2 | Sevilla FC |
| --------------- | --- | ---------- |
|                 |     |            |

 Mestalla, València

### Grup III
| Equip                | PJ | G | E | P | GF | GC | DG | Pts |
| -------------------- | -- | - | - | - | -- | -- | -- | --- |
| Arenas Club de Getxo | 4  | 1 | 3 | 0 | 7  | 5  | +2 | 5   |
| Reial Societat       | 4  | 1 | 2 | 1 | 7  | 5  | +2 | 4   |
| Racing de Santander  | 4  | 0 | 3 | 1 | 4  | 8  | -4 | 3   |

| Racing de Santander | 1-1 | Reial Societat |
| ------------------- | --- | -------------- |
|                     |     |                |

 El Sardinero, Santander
| Reial Societat | 1-1 | Arenas Club de Getxo |
| -------------- | --- | -------------------- |
|                |     |                      |

 Estadi d'Atotxa, Sant Sebastià
| Arenas Club de Getxo | 2-2 | Racing de Santander |
| -------------------- | --- | ------------------- |
|                      |     |                     |

 Camp d'Ategorri, Getxo
| Reial Societat | 4-0 | Racing de Santander |
| -------------- | --- | ------------------- |
|                |     |                     |

 Estadi d'Atotxa, Sant Sebastià
| Arenas Club de Getxo | 3-1 | Reial Societat |
| -------------------- | --- | -------------- |
|                      |     |                |

 Camp d'Ategorri, Getxo
| Racing de Santander | 1-1 | Arenas Club de Getxo |
| ------------------- | --- | -------------------- |
|                     |     |                      |

 El Sardinero, Santander

### Grup IV
| Equip            | PJ | G | E | P | GF | GC | DG  | Pts |
| ---------------- | -- | - | - | - | -- | -- | --- | --- |
| Celta de Vigo    | 4  | 4 | 0 | 0 | 19 | 6  | +13 | 8   |
| Stadium Ovetense | 4  | 1 | 1 | 2 | 6  | 8  | -2  | 3   |
| CD Español       | 4  | 0 | 1 | 3 | 5  | 16 | -11 | 1   |

| CD Español | 1-6 | Celta de Vigo |
| ---------- | --- | ------------- |
|            |     |               |

 La Victoria, Valladolid
| Stadium Ovetense | 1-0 | CD Español |
| ---------------- | --- | ---------- |
|                  |     |            |

 Vetusta, Oviedo
| Celta de Vigo | 2-0 | Stadium Ovetense |
| ------------- | --- | ---------------- |
|               |     |                  |

 Coia, Vigo
| Celta de Vigo | 7-2 | CD Español |
| ------------- | --- | ---------- |
|               |     |            |

 Coia, Vigo
| CD Español | 2-2 | Stadium Ovetense |
| ---------- | --- | ---------------- |
|            |     |                  |

 La Victoria, Valladolid
| Stadium Ovetense | 3-4 | Celta de Vigo |
| ---------------- | --- | ------------- |
|                  |     |               |

 Vetusta, Oviedo

## Fase final
|  | Semifinals              | Semifinals              | Semifinals              |  |  | Final                                      | Final                                      |  |
|  | 19 d'abril - 26 d'abril | 19 d'abril - 26 d'abril | 19 d'abril - 26 d'abril |  |  | 10 de maig, Estadi Reina Victoria, Sevilla | 10 de maig, Estadi Reina Victoria, Sevilla |  |
|  |                         |                         |                         |  |  |                                            |                                            |  |
|  | FC Barcelona            | 3                       | 1                       |  |  |                                            |                                            |  |
|  | Athletic Club de Madrid | 2                       | 2                       |  |  |                                            |                                            |  |
|  |                         |                         |                         |  |  | FC Barcelona                               | 2                                          |  |
|  |                         | Arenas Club de Getxo    | 0                       |  |  |                                            |                                            |  |
|  | Arenas Club de Getxo    | 1                       | 1                       |  |  |                                            |                                            |  |
|  | RC Celta de Vigo        | 0                       | 1                       |  |  |                                            |                                            |  |

## Semifinals

### Anada
| FC Barcelona | 3 - 2 | Athletic Madrid |
| ------------ | ----- | --------------- |
|              |       |                 |

 Camp de Les Corts, Barcelona
| Arenas Club de Getxo | 1 - 0 | Celta de Vigo |
| -------------------- | ----- | ------------- |
|                      |       |               |

 Camp d'Ategorri, Getxo

### Tornada
| Athletic Madrid | 2 - 1 | FC Barcelona |
| --------------- | ----- | ------------ |
|                 |       |              |

 Metropolitano, Madrid
| Celta de Vigo | 1 - 1 | Arenas Club de Getxo |
| ------------- | ----- | -------------------- |
|               |       |                      |

 Coia, Vigo

### Desempat
| FC Barcelona | 2 - 1 | Athletic Madrid |
| ------------ | ----- | --------------- |
|              |       |                 |

 Camp de Torrero, Saragossa

## Final
| FC Barcelona                          | 2 - 0 | Arenas Club de Getxo |
| ------------------------------------- | ----- | -------------------- |
| Josep Samitier 9' · Agustí Sancho 34' |       |                      |

## Campió
| Campions de la Copa d'Espanya 1925 |
| ---------------------------------- |
| · Futbol Club Barcelona · 6è títol |